# A Woman There Was
A Woman There Was er en amerikansk stumfilm fra 1919 af J. Gordon Edwards.

## Medvirkende
- Theda Bara som Zara
- William B. Davidson som Winthrop Stark
- Robert Elliott som Pulke
- Claude Payton
- John Ardizoni som Majah